# Papa Félix IV
Félix IV (em latim: Felix IV); (Benevento, 11 de outubro de 466 - Roma, 22 de setembro de 530) foi o Papa da Igreja Católica de 12 de julho de 526 até a data de sua morte. Morreu em 22 de setembro de 530.
Nasceu em Benevento. Designado por Teodorico, o Grande, demonstrou tal lealdade à Igreja que o rei ostrogodo o repudiou e o desterrou. Construiu em Roma a Basílica dos Santos Cosme e Damião, e condenou o semipelagianismo numa carta a São Cesário de Arles, que no II Concílio de Orange em 529, converteu em cánones. À beira da morte, pediu ao clero que elegesse o arcediago Bonifácio para que lhe sucedesse. Com sua morte, os cristãos tiveram liberdade de culto.
Também é numerado em algumas listas como Papa Félix III na lista de papas que exclui o Antipapa Félix II e certos catálogos incluem, como verdadeiro papa, sucessor de S. Félix IV, o papa Dióscuro. Foi sucedido pelo papa Bonifácio II.
Sua festividade inicialmente era o 30 de janeiro mas transladou-se à data de sua morte a 22 de setembro.